# Kahê
Kahê, pseudonimo di Carlos Eduardo de Souza Floresta (San Paolo, 28 agosto 1982), è un ex calciatore brasiliano, di ruolo attaccante.